# Der Wahlhelfer
Der Wahlhelfer ist eine Kurzdokumentation von Harun Farocki, der während seines zweiten Jahres an der Deutschen Film- und Fernsehakademie Berlin entstand.

## Handlung
Der Wahlhelfer zeigt den Alltag des Gerichtsreferendars und FDP-Wahlhelfers Harold Loch während der Wahl zum Abgeordnetenhaus von Berlin 1967 im Bezirk Berlin-Kreuzberg. Er erzählt von seiner algerischen Freundin, von der er getrennt ist, und am Ende liest er aus Frantz Fanons Die Verdammten dieser Erde.

## Hintergründe
Der Film wurde zwischen 3. und 7. März 1967 in Berlin-Kreuzberg in der Gegend um die Oranienstraße gedreht. Farockis Kommilitonin Irena Vrkljan machte zeitgleich eine Kurzdokumentation über die Dreharbeiten mit dem Titel „Farocki dreht“.